# Nowosiółki (gmina Bujwidze)
Nowosiółki (lit. Naujakiemis) − wieś na Litwie, w okręgu wileńskim, w rejonie wileńskim, w gminie Bujwidze. W 2011 roku liczyła 17 mieszkańców.